# Marie de Bretagne (1446-1511)
Pour les articles homonymes, voir Marie de Bretagne.
Marie de Bretagne (1446-1511) est une princesse bretonne, fille du duc François Ier et d'Isabelle d'Écosse.

## Biographie

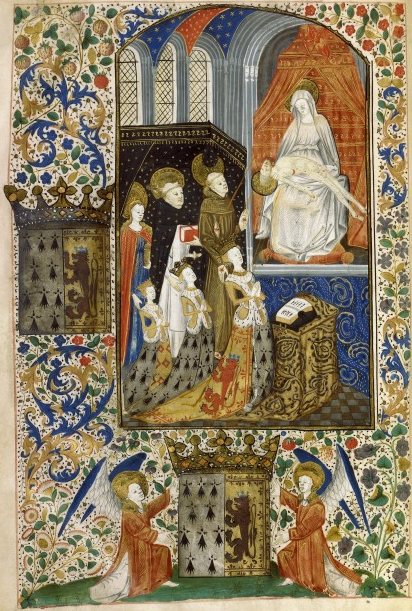
La duchesse Isabelle d'Écosse et ses filles, Marguerite et Marie.

En 1462 Marie de Bretagne épouse Jean II de Rohan, vicomte de Rohan, de Léon et comte de Porhoët. Elle est la belle-sœur du duc François II par l'union de sa sœur aînée, Marguerite, à François en 1455. Le couple a un fils qui vécut 3 mois et Marguerite meurt en 1469. À partir de cette date, Jean II de Rohan devient héritier du trône breton après les filles de François II.

### Union et descendance
De son union avec Jean II de Rohan naissent sept enfants :
1. François, tué à 18 ans dans le parti breton à la bataille de Saint-Aubin-du-Cormier, proposé au duc François II comme époux de la duchesse héritière Anne de Bretagne
2. Jean, né en 1476 et mort en 1505
3. Georges, mort en 1502
4. Jacques de Rohan, vicomte de Rohan, chef de la maison de Rohan
5. Claude de Rohan, évêque de Cornouaille
6. Anne, vicomtesse de Rohan après son frère, épouse Pierre II de Rohan Gié, fils de Pierre de Rohan-Gié dit le maréchal de Gié
7. Marie, épouse de Louis IV de Rohan-Guémené.

## Blason
| Armes de Marie de Bretagne | Les armes de Marie de Bretagne en tant que princesse de Bretagne et vicomtesse de Rohan se blasonnent ainsi : Mi-parti de Bretagne et de Rohan |